# Leuckartiara orientalis
Leuckartiara orientalis är en nässeldjursart som beskrevs av Xu, Huang och Chen 1991 . Leuckartiara orientalis ingår i släktet Leuckartiara och familjen Pandeidae. Inga underarter finns listade i Catalogue of Life.